# Fuad al-Rikabi
Fuad al-Rikabi (1932– 1971) fue un político iraquí y un fundador de la Rama Regional iraquí del Partido Baaz Árabe Socialista. Al-Rikabi se convirtió en el Secretario del Comando Regional iraquí del Partido Baaz en 1954 y sostuvo el puesto hasta el 1959. Durante su plazo de liderazgo, la Rama Regional iraquí expandió su afiliación y se convirtió en el partido principal en el paisaje político de Irak. Después de la Revolución del 14 de julio de 1958 cuál derrocó la monarquía, al-Rikabi fue nombrado ministro de Desarrollo en el gobierno de unidad de Abd al-Karim Qasim .
En cuanto el gobierno fue establecido, una lucha por el poder  empezó entre Qasim, un nacionalista iraquí quien apoyó el Partido Comunista iraquí, y Abdul Salam Arif, un nacionalista árabe. Al-Rikabi apoyó el último. Junto con otros miembros de gabinete, al-Rikabi se resignó en protesta cuando Arif perdió la lucha por el poder a finales de 1958. Al-Rikabi y la Rama Regional iraquí del Partido Baaz llegaron a la conclusión de que la única manera para acelerar la entrada de Irak a la República Árabe Unida era asesinar al Presidente Qasim. El asesinato fue un fracaso, y la mayoría de los miembros del Baaz y los co-conspiradores, incluyendo al-Rikabi, huyeron a Siria. Poco después, en el 29 de noviembre de 1959, el Comando Regional Iraquí se disolvió.
Al-Rikabi apoyó a la facción Nasserista—seguidores de Gamal Abdel Nasser—en una lucha de poder dentro del Partido Baaz a finales de los años 50 contra los seguidores de Michel Aflaq. Estuvo de acuerdo con la observación de Abdullah Rimawi, que el Comando Nacional, el órgano gobernante del Partido Baaz, se alejó de la filosofía principal del Baazismo . Al-Rikabi intentó pero falló en conseguir la separación de la Rama Regional iraquí del Partido Baaz del Comando Nacional, y en el 15 de junio de 1961 fue expulsado del partido. Desde entonces, al-Rikabi era un prominente Nasserite, inicialmente activo en El Comando Revolucionario Baaz de Rimawi y después en la Unión Socialista árabe de Arif. Después de la adquisición de poder del Partido Baaz después de la Revolución del 17 de Julio en 1968, al-Rikabi fue arrestado. Fue asesinado por compañeros de prisión según una cuenta oficial; medios de comunicación no relacionados con el estado iraquí reclamaron que fue asesinado por los servicios de seguridad iraquíes.

## Primeros años y carrera
Al-Rikabi nació en una familia musulmana en Nasiriyah en 1937. Atendió la escuela de ingeniería en Bagdad.[1] La Rama Regional iraquí del Partido Baaz Árabe Socialista, se estableció en 1951[2] o 1952.[1] Aunque exista una confusión entre las varias fuentes, algunos historiadores dicen que al-Rikabi fue Secretario Regional en 1951 o 1952 y que fue el primer líder de la Rama Regional iraquí, otros reclaman que consiguió el puesto en 1954 (después de Fakhri Qadduri).[3][4][5][6] Según los registros policiales, la lista de miembros la Rama Regional iraquí había aumentado a 289 en 1955. Dos años más tarde al-Rikabi afilió la Rama Regional iraquí con la Frente Nacional, una oposición agrupando el Partido Comunista iraquí, el Partido Democrático Nacional, y el Partido Istiqlal. El frente dio la bienvenida a la Revolución del 14 de julio de 1958, cual derrocó la monarquía iraquí. Después de la revolución, afiliación a la Rama Regional iraquí aumentó; 300 personas se habían unido al partido, 1,200 eran ayudantes organizados, 2,000 eran seguidores organizados, y unas estimadas 10,000 personas eran seguidores desorganizadas según al-Rikabi.[7]

## Años Nasseristas
Junto con Rimawi y otros desertores palestinos de la Rama Regional Siria, al-Rikabi formó el Movimiento Unionista Socialista, un movimiento Nasserista político.[18] Al-Rikabi fue nombrado ministro de Asuntos Rurales bajo el presidente Abdul Salam Arif (quien derrocó a Qasim en 1963) hasta que dimitió en 1965.

## Detención y muerte
Fue arrestado en 1971[1] y fue matado en prisión por el servicio de seguridad iraquí. La explicación oficial de su muerte era que fue asesinado por sus compañeros de prisión. La prensa árabe libre, aun así, culpó el gobierno iraquí por el evento.[19]